# Новая Спарта
Новая Спарта (укр. Нова Спарта) — село,
Жиховский сельский совет,
Середино-Будский район,
Сумская область,
Украина.
Код КОАТУУ — 5924481304. Население по переписи 2001 года составляло 47 человек .

## Географическое положение
Село Новая Спарта находится на правом берегу реки Бычиха,
выше по течению на расстоянии в 5 км расположено село Новосовское.
На расстоянии в 3 км расположено село Жихово.

## История
- 1926 — дата основания как села Спарта.
- 1943 — село дотла сожжено фашистами и вновь восстановленное село назвали Новая Спарта.

## Экономика
- Молочно-товарная ферма.